# تریل، بریتیش کلمبیا
تریل (به انگلیسی: Trail) شهری است در ناحیه وست کوتنی در منطقه داخلی بریتیش کلمبیای کانادا. نام  این منطقه آن از  مسیر دودنی گرفته شده است.

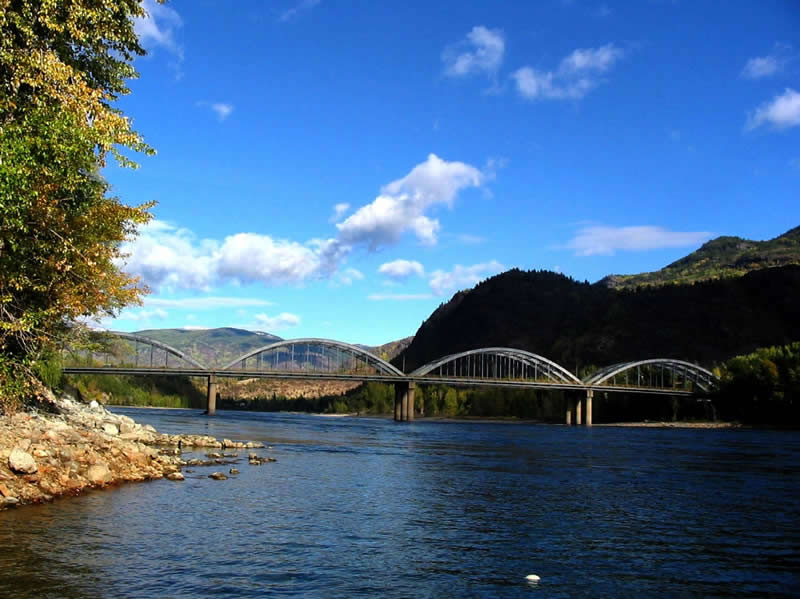
پل عبور رودخانه کلمبیا در تریل، بریتیش کلمبیا